# Archaeogomphus infans
Archaeogomphus infans – gatunek ważki z rodziny gadziogłówkowatych (Gomphidae). Występuje na terenie Ameryki Południowej.